# 希波克拉底
希波克拉底（前460年—前370年），為古希臘伯里克利時代之醫師，約生於公元前460年，後世人普遍認為其為醫學史上傑出人物之一。在其所身處之上古時代，醫學不發達，他卻能將醫學發展成為專業學科，使之與巫術及哲學分離，並創立以之為名的醫學學派，對古希臘之醫學發展貢獻良多，故今人多尊稱之為「醫學之父」。
世人往往將其文集諸位作者的成就、奉行其醫學原則的醫師及其本人之事蹟相混淆，以致於今天，對其真實想法、所書之文、所做之事知之甚微。然而，其仍被認為對臨床醫學貢獻甚多，並總先世醫學之大成，堪稱古醫師之典範。而其所訂立之醫師誓言，更成為後世醫師之道德綱領，直至今天。
約卒於公元前370年，享年90歲。

## 生平

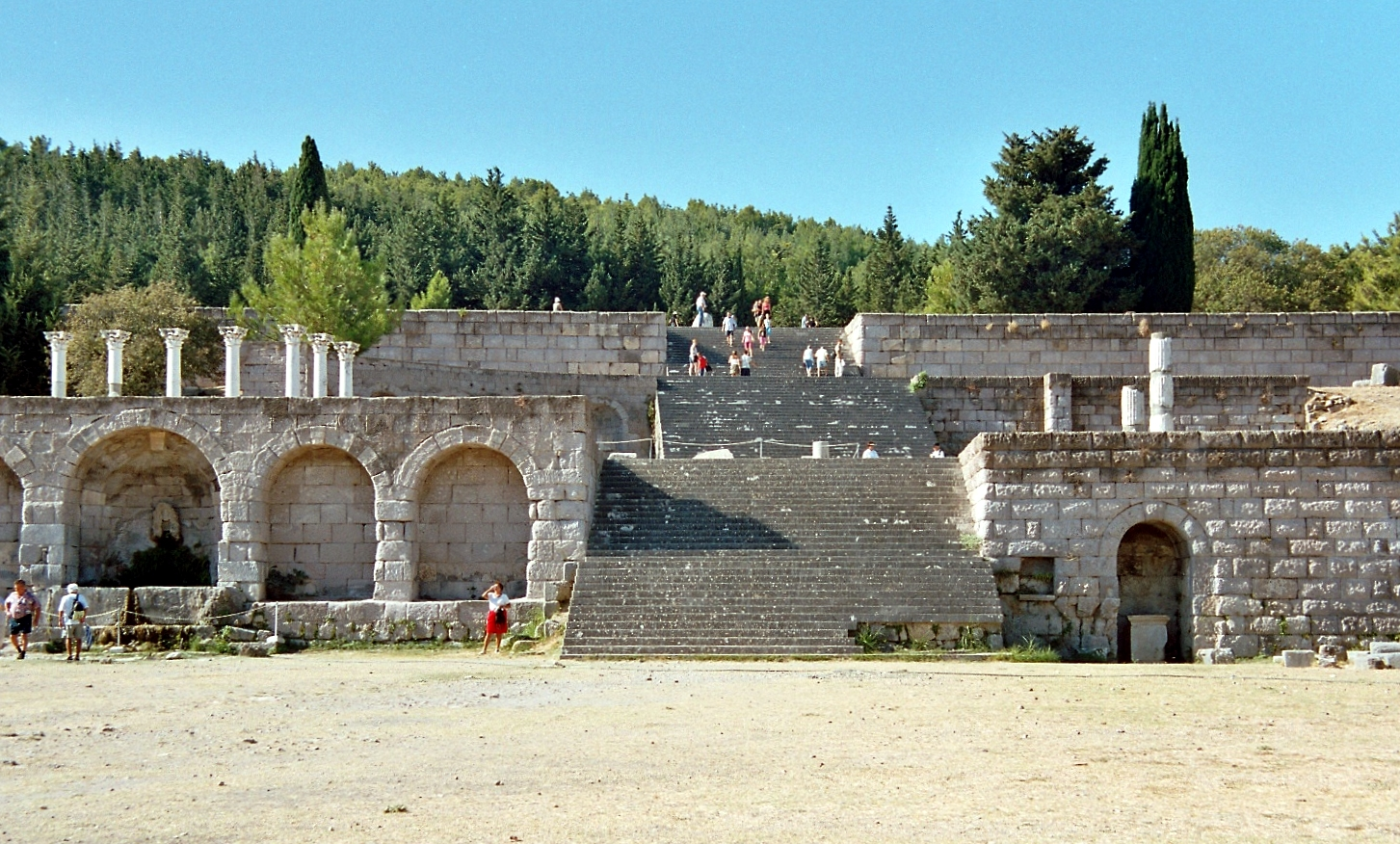
科斯島上之阿克波里斯神殿

史學家普遍相信希氏為真實存在之人物，乃希臘科斯島人，約於公元前460年生，於長大後，成為著名的醫師及醫學導師。而其他的生平資訊（譯注：即不關乎其醫學事業者），多為偽作，不足為信。（參閱軼事一章）
公元2世紀的希臘婦科醫師以弗所的索拉努斯，乃首個為希氏立傳之人，關於希氏的個人記述，多源於此。此外，亦有其他古籍述及希氏生平，然而資訊相對較少，諸如公元前4世紀的亞里士多德所書之文，公元10世紀拜占庭的《蘇達辭書》，及公元12世紀策策斯的文獻。索拉努斯指出希氏之父亦為醫師，名為赫亞克里德斯；其母為Phenaretis之女，名為Praxitela。而其二子，雷沙勒斯、杜累哥及女婿波呂波斯悉為其學生。另外，據後世醫師葛倫所言，波呂波斯方為希氏的真正繼承者，得其真傳，而其二子則各有一子以希氏為名。
索拉努斯稱希氏自其父及祖父處習學醫術，並拜德謨克利特及高爾加斯為師，學習其他學科。其甚有可能於科斯島上之阿克波里斯神殿（亦譯為醫神神殿）裡接受培訓，並得到來自色雷斯的醫師希洛地卡斯之教晦。在其時代，關於其本人的記述很少（或可說流傳至今的不多），只有柏拉圖之對話錄普羅塔哥拉裡有一句述及之，曰：「科斯島之希波克拉底，艾斯庫累普派之人也」。總而言之，終其一生，皆在教授及鑽研醫學，並遨遊四方，足跡最遠可達色薩利、色雷斯及馬爾馬拉海。至於其死亡之事，眾說紛云，有說其死於拉薩、有云其卒於家鄉；有指其享年83、有說其享年90，更有云其享壽逾百者，今人無從查證。

## 理論
希氏乃西方史上首位醫師，因其不相信疾病乃天譴或超自然力量所致，並且認為主因乃環境因素、飲食及起居習慣。然而，依當世之解剖學及生理學學說，其理論錯誤亦不少，諸如體液學說等，悉已證誤。
古希臘之疾病治療法，分為「庫尼多斯」及「科斯」二派。庫尼多斯派重視診斷，但建基於眾多對人體的錯誤假設上。因為其時希臘人視解剖為禁忌，故醫師對人體解剖學及生理學一無所知，故當一種疾病所引起的症狀繁多時，庫派醫師往往無從判斷。而科斯派，亦即希氏之派，則以普通診斷法及被動療法診症，並從而得到更大的成就。此因其重視照顧病人及預後，而非診斷，故能有效地治療疾病及改進臨床實習之成效。
希氏醫學及其哲理與今天相去甚遠，當世之醫師多重視特定診斷及專業治療法，兩者悉為庫尼多斯派所強調的。這種古今之差異，使得希氏之醫學在過往二百年間備受批評。而其消極治療法，更受到強烈譴責，舉例而言，法國醫師M.S.胡妲稱希氏療法為「將亡之沉思」（meditation upon death）。

### 體液學說及危象
希氏學派認為疾病乃體內四液失調之結果，倘若為體格強健者，則四液之量均等。當四液（血液、黑膽汁、黃膽汁及黏液）之量失調時，人即生病，直至回復平衡，方告痊癒。希氏療法以此為宗，例如當黏液過多時，以柑橘入藥，冀達調和之效。
其學說之另一重要概念為「危象」，其為疾病之轉折點，能跨越者，則告康復，不然則告死亡。然而即使能越過其一次，亦有復發之可能。根據此理論，危象常在「生死存亡之時」出現，所謂「生死存亡之時」，乃指感染疾病後的一個特定時間。倘若危象在該時刻之後甚久方才顯現，則復發之可能性甚高。葛倫相信此想法源於希氏，然而其亦指有可能出現於希氏之前。

## 療法

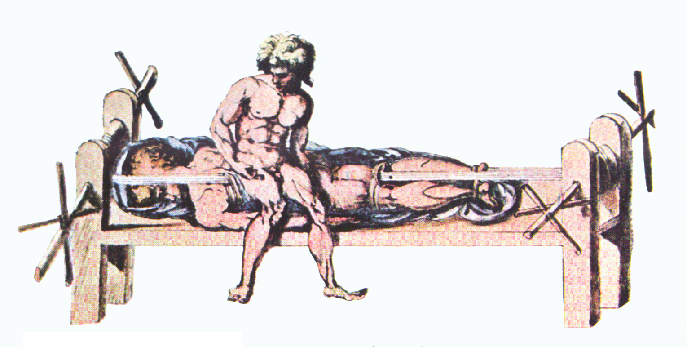
一幅拜占庭畫作，圖內之物乃希氏長凳，而醫師則為葛倫。

希氏匯集古埃及人的藥草醫學，還有部份古印度阿育吠陀療法的知識，對病患採取物理治療、粗鹽/藥草泡澡、精油按摩和口服藥草等替代醫學方式，留存大量的藥草文獻資料，奠定芳香療法的概念基礎。
希氏醫學簡單被動，其療法乃建基於「自然界所賦予之治療力量」。根據此理論，人體自有平衡四液及痊癒之力量，故此，其著重於促進此自然過程之發生，並相信「休息及制動乃治病之頭等要事」。普遍來說，希氏療法對病人甚為友善，過程平和，並強調保持個人衛生與消毒。舉例而言，其對傷口總會優先使用乾法處理（包紮等），而非採用使人痛楚之藥酒，倘無法只用乾法處理時（需消毒時），則會使用清水或酒精，盡量減輕其痛楚。另外，有時亦會採用具有鎮痛作用之香脂草。
希氏作風，不做無把握之事，故此，對於較易出錯之藥物及特定療法皆拒絕使用，而以普通的診斷法配以簡單的療法代之。然而有時亦會使用風險較大的壯陽藥。此被動療法對治療微恙甚為有效，如骨折時，需要使用骨折牽引術來伸展骨骼系統及舒緩受傷範圍之壓力，希氏長凳及其他相關設備正好派上用場。
另外，其醫學理論之另一強項是強調預後之重要性。在希氏之時代，藥療之術極不成熟，醫師倘能正確評估病情並基於病人之病歷推導其病情進展，已算是很不錯了，而這正是希氏所強調的。

## 專業精神

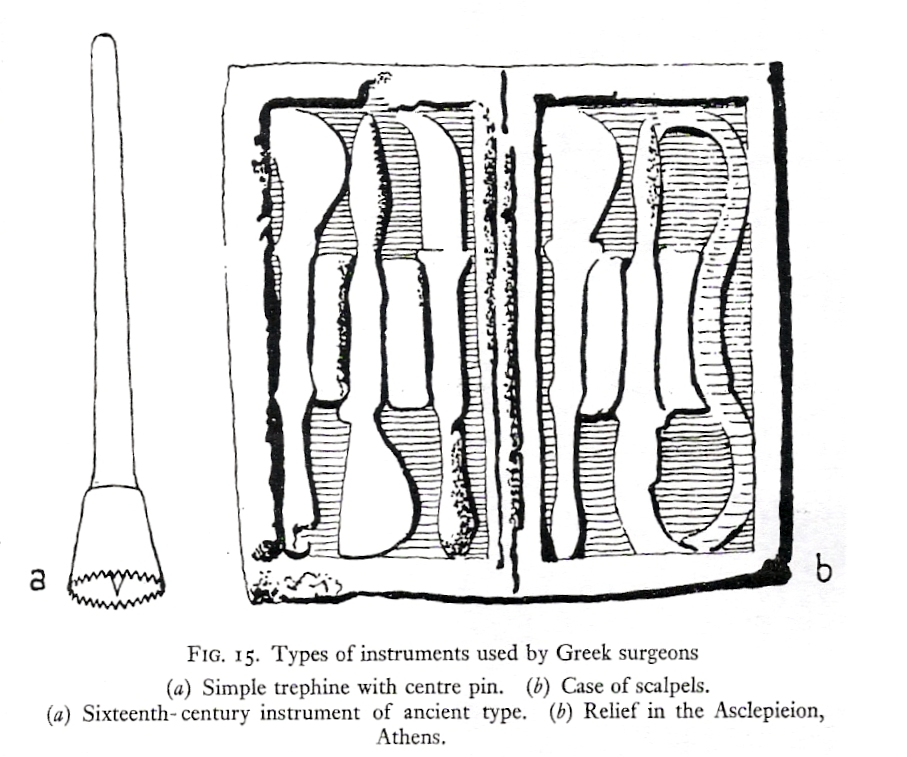
古希臘外科手術用具圖。左方為環鋸、右方為解剖刀全套。希氏醫學甚善於使用此等工具。

希氏醫學以其專業精神、修養及嚴格之訓練與實踐見稱。其作品《醫師之路》（On the Physician）正可表達此精神，文中指醫師須時刻保持整潔、誠實、冷靜、明理及嚴肅之態度，凡希氏學派之醫師皆恪守之。而在其手術室裡，不論燈光、人事、儀器、病人定位及包紮與夾板方法悉有詳盡規定，更有甚者，手指甲之長度亦受到規管，可算是一絲不苟。
其學派認為臨床理論，首重觀察記錄。故此，其要求醫師詳實地記錄療程中之發現及所用之療法，使得這些記錄可以留傳後世，為其他醫師所用。希氏本人則謹慎並完整地記錄了眾多症狀，諸如病人之氣色、脈搏、發熱、疼痛、運動及排泄等事。據信其嘗於記錄病歷時，量度病人之脈搏，以確定其言之真確性。其更將臨床觀察延展至病人的家族病歷及家庭環境。故有人云：「對希氏而言，有臨床檢測，方有醫學」，故更應稱之為「臨床醫學之父」，而非廣義的「醫學之父」。

## 貢獻

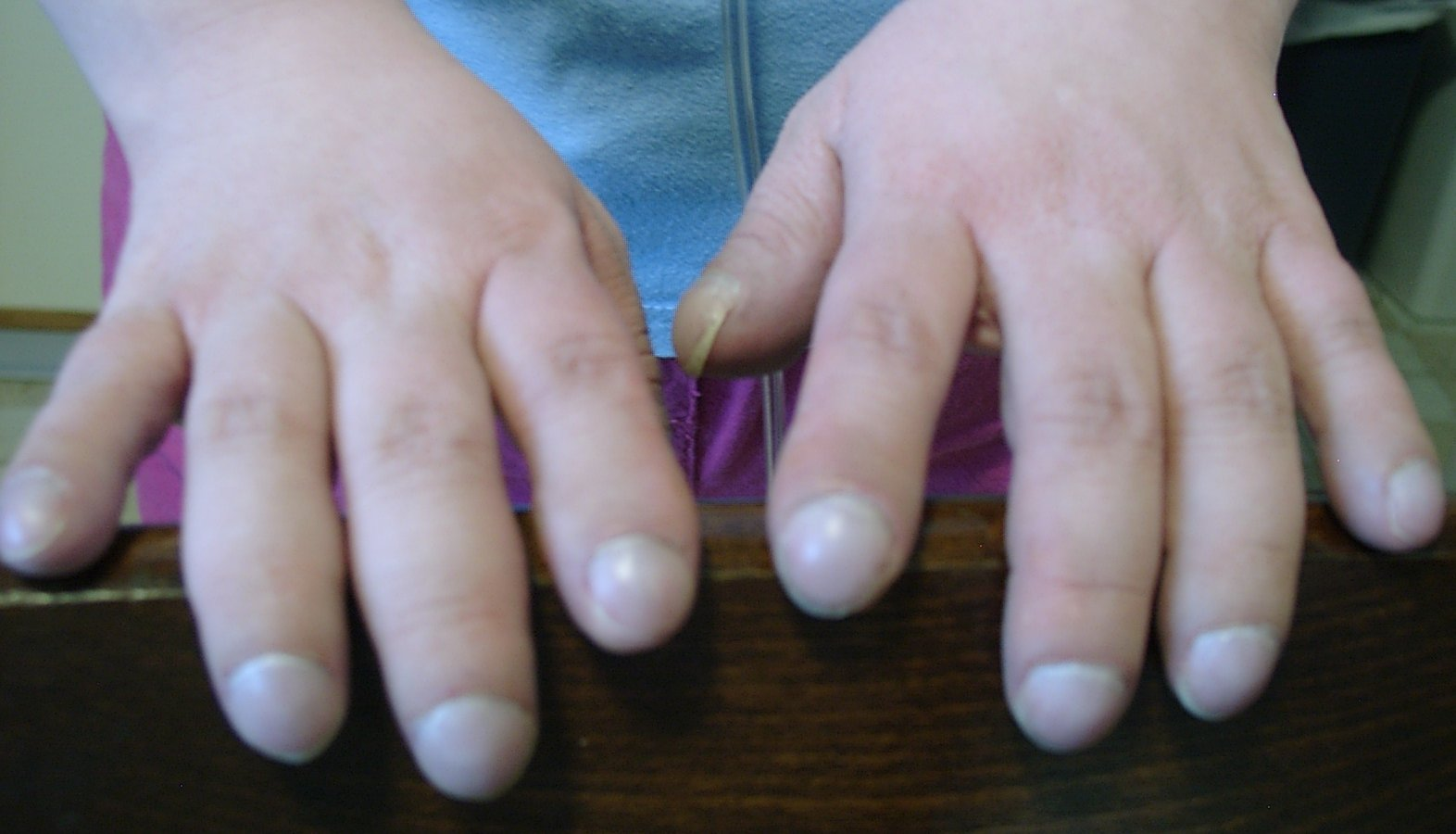
一個患有艾森緬格氏症候群的病人，其手指因肺動脈高血壓所引發的杵狀變而變成如此。而杵狀指最初正是由希氏所發現，故亦稱為「希氏指」。

希氏及其追隨者說明了很多疾病及醫療狀況，而且許多是前人所未知的。據信其為首個說明杵狀指之醫師，而杵狀指乃是慢性肺癰、肺癌及發紺先天性心臟病之徵兆。亦因如此，杵狀指別稱為「希氏指」。其亦為首個說明希氏臉之醫師。莎士比亞之名劇，《亨利五世》裡的第三場之第二幕，述及福爾斯泰夫之死時，即有強烈暗示其罹患此疾。
其將疾病歸類為急性、慢性、風土、傳染四種，並使用轉劇、復發、消散、危象、發作、峰、康復諸名詞來形容病患之不同時期。其對症狀學、理學檢查、外科療法及膿性胸膜炎預後之說明，亦可堪稱為重要貢獻。其教訓時至今日，對研習胸腔內科及外科之學生而言，仍能受用。其亦為書寫心胸外科文獻之首人，而其心得，直至今天，大多仍告有效。

## 文集

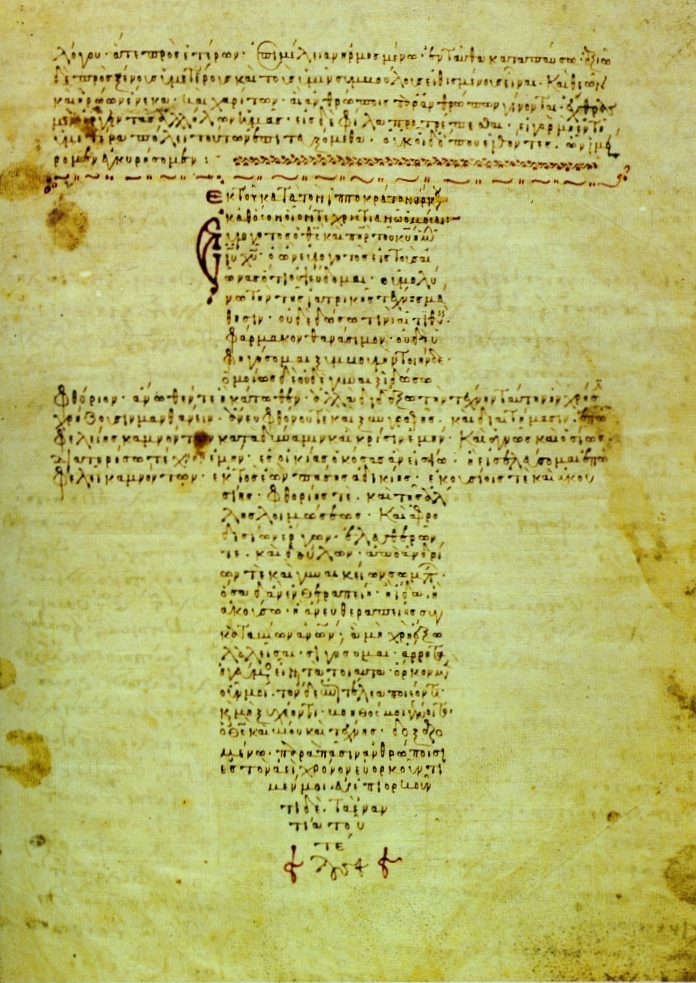
希氏誓言，此為12世紀拜占庭手抄本。

希氏文集為古希臘醫學作品之結集，計有文章70篇，以愛奧尼亞方言書成。希氏本人是否文集結集者，迄今尚無定論，然而諸卷冊之分類，極可能經其學生及追隨者之手而成。因為諸文之主題、文風及所述時代大有不同，所以學者多認為其非出自一人之手。可能是希氏知名於上古，而且其作風與文集所述相類，方以之為名。因此，文集實有可能為科斯島圖書館之殘餘，或為公元前3世紀時，亞歷山卓的人們所做之結集。
希氏文集覆蓋繁多，有教本、訓誡、研究、筆記及諸醫學課題之哲理論文。其內容深淺不一，有為專家而設的，亦有為門外漢而寫的，而有時亦會自相矛盾。在此列出文集中較有名者：《希氏誓言》、《預後之書》、《治病之路》、《格言》、《論空氣、水和環境》、《復位儀器》、《癲癇之論》等等。

### 誓言

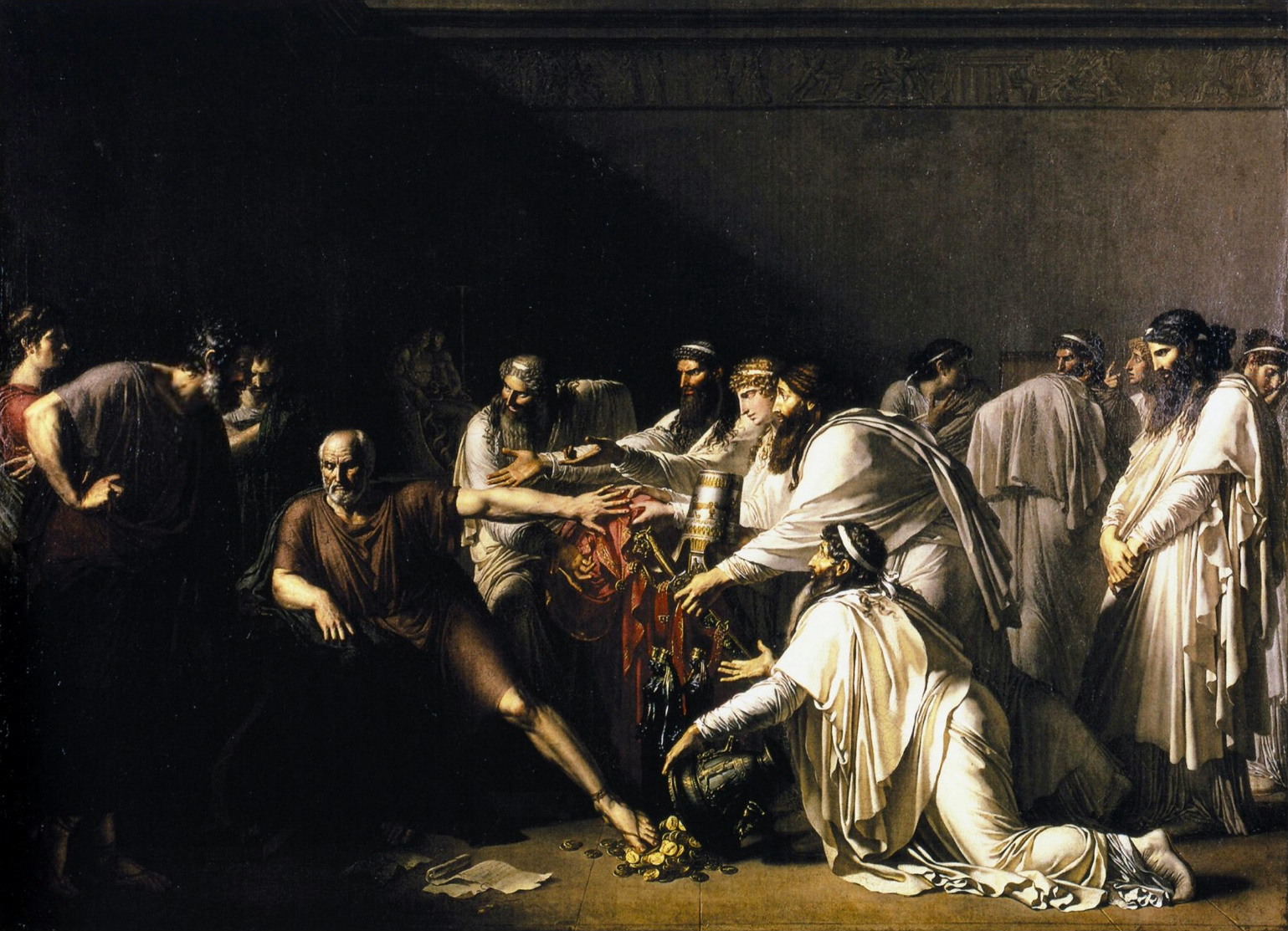
『拒絕亞他薛西斯餽贈的希波克拉底』
1792年畫

希波克拉底誓言，又稱醫師誓詞，傳統上，西醫行醫前，會先以此立誓。醫師誓詞為希波克拉底對醫學認識之道德綱領，亦為文集中最有名者，然而在近世，其真實性頗受置疑。在今天，其已不再作為誓章使用，而是作為相類之誓言及法律藍本，而醫科之畢業生，仍須恪守此等誓章。

## 影響

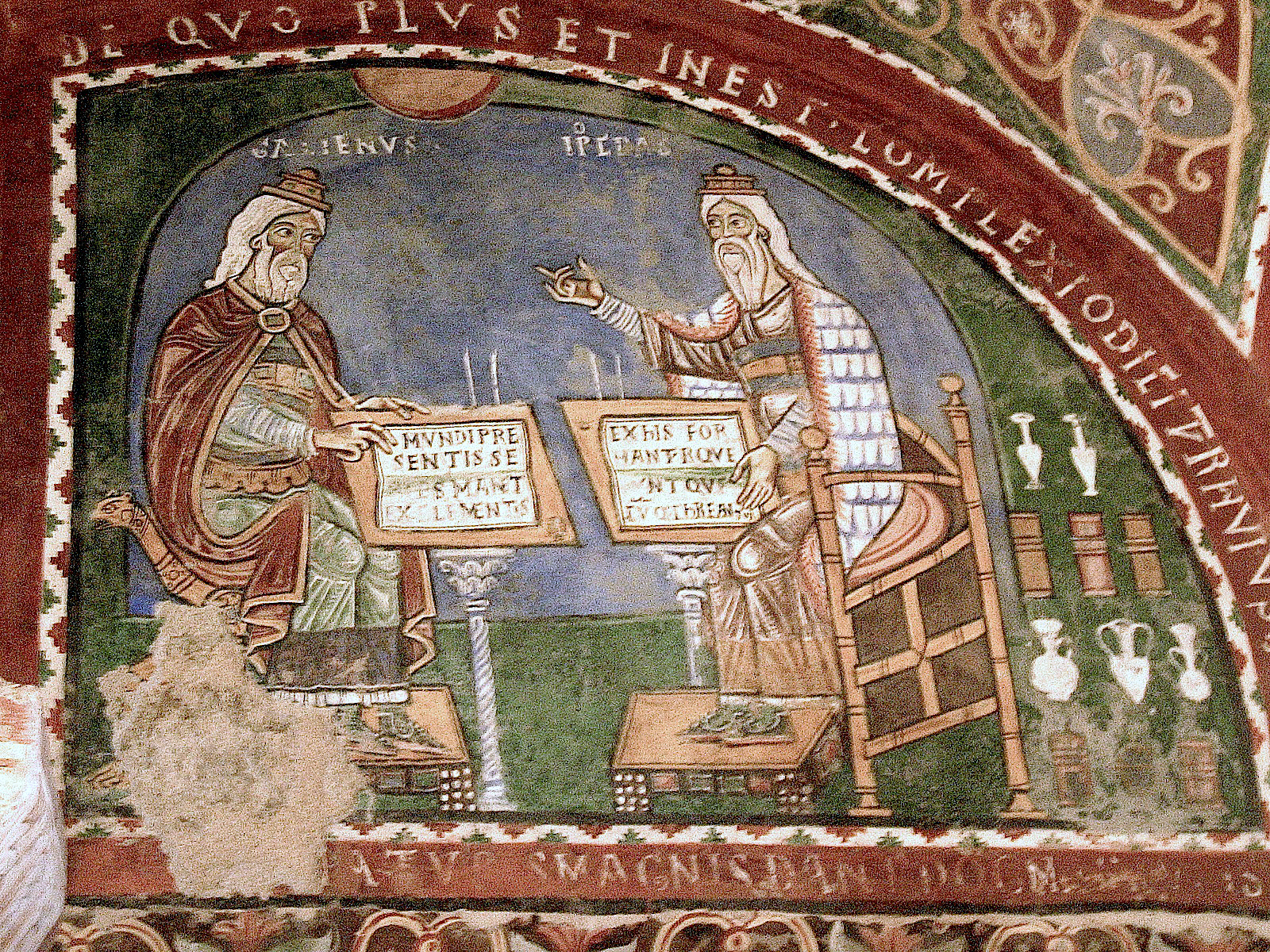
義大利阿納尼之壁畫，繪於12世紀，其內之人乃葛倫及希氏。

希氏在西方被公認為「醫學之父」，其貢獻對醫學有著革命性的影響。然而，在其死後，醫學的發展甚緩，更可曰不進反退。舉例來說，據美國史學家加里森（Fielding Garrison）之言，臨床之事不再被紀錄。由見可見，其能在上古之時，有此一成就，實屬不易，此亦為其受世人敬重之因。
在希氏之後，最為有名的醫師當首推葛倫。其於公元2世紀間，執業於古希臘，並且繼承了希氏之醫學，然而，或有所進，或有所退。在中世，阿拉伯人亦採納了希氏之方法。而在歐洲文藝復興時期，其醫學卒於歐洲重生，並於19世紀得到進一步發展，有不少醫師採納其臨床技巧，兹列較有名者如下：湯瑪斯·西德納姆、威廉·赫伯登、夏爾科（Jean-Martin Charcot）及威廉·奧斯勒。法國醫師昂利·雨夏嘗言：「此誠內科學之重生也。」。

### 评价

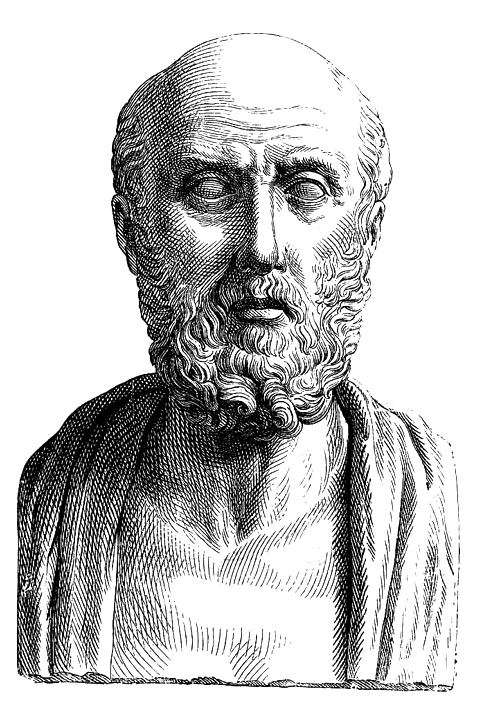
希氏雕像，其以羅馬風格雕成，為19世紀成品。

亞里士多德说，在他的时代希氏被誉为是「偉大的希波克拉底」。希氏早年被形容為「和善、高尚、祖國之醫師」，晚年則变得「嚴肅而有威严」。很明显人们认为他的智慧甚高，而且著重實踐。苏格兰医生及翻譯家弗蘭西斯·亞當斯亦云「希氏是一个有经验和智慧的医生」。
其時之醫師常戴有丘比特與阿斯克勒庇俄斯式的假髮，故此常予人老練之感，想來其亦如此。而後世人常將之神化，加里森曾經說過：「希氏，醫師之楷模也，蓋其處事，善於變通、敢於批判、泰然自若，求過失以正之，凡此皆格致之要也。」。若伊·波特所著之《醫學簡史》亦有云：「希氏，誠萬世醫師之懿範也。」。

### 逸事
有關希氏之軼聞甚多，生前死後皆然。生前有云其能起死回生，如雅典瘟疫時，其被傳縱一大火，以作消毒，並配以其他療法，卒能平息瘟疫。此外，亦被傳治癒馬其頓王佩爾狄卡斯二世之相思病。然而，凡此悉無所據，該為小說家言。更有甚者，指其墓上，有一蜂巢，所得之蜜，能治百病。
另外，有傳其拒絕謹見波斯王亞他薛西斯一世，且古之文獻多有載此事，然而，近世人多懷疑之，爭論不休，迄今無果。此外，有一故事指德謨克利特因凡事皆笑，漸近瘋顛，遂求助希氏，希氏診斷之，證其性格如此，不可救藥。自此德氏得到「笑哲人」的外號。
上述諸般傳言，悉有利於希氏，然亦有誣蔑者。以弗所的索拉努斯曾指其縱火焚毀他派（即庫尼多斯派）之治療神殿，而在數世紀後之拜占廷學者策策斯，則指其焚毀己派之神殿，以求達到壟斷醫學知識之目的。然而，不論何說，按傳統觀點，悉與其本性相違。另有一傳說，指奧古斯都之外甥卒後，其復生之，然而時代相去數百年，誠然為後人所虛傳也。

## 家系

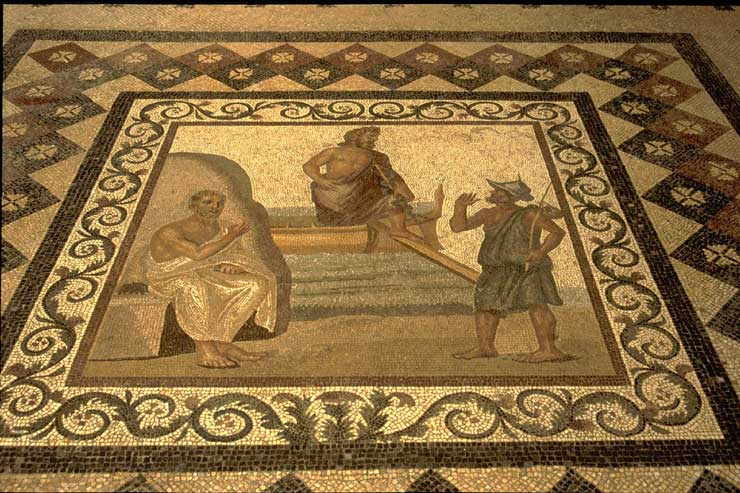
一幅繪有希氏與其先祖阿斯克勒庇俄斯的圖，希氏站於阿克波里斯神殿之地上，阿斯克勒庇俄斯則坐於圖中。

希氏之父系祖宗可追溯至阿斯克勒庇俄斯（阿波羅及科洛尼斯之子，被尊為醫神），母系則可溯及海克力斯。而據策策斯之《千行詩集》所述，希氏有一先祖與之同名，故其實際上該為希波克拉底二世。

## 纪念
很多相信是希氏首先說明的臨床症狀，都以之為名，以示尊敬，如希氏臉形容病危臉容，希氏指即為杵狀指，希氏振蕩乃指水氣胸患者所呈現的內部擊水雜音。而希氏長凳（即一長椅，以張力輔助固定骨骼）及希氏蓋狀繃帶則是在希氏身後以其命名之，以兹紀念。希氏文集及希氏誓言則為其文獻匯集及道德綱領。此外，「痙笑」有時亦被稱為希氏微笑。
在今天，月球亦有一殞石坑名為希氏坑。而在希臘，人們於其家鄉科斯島上立了一間希氏博物館。在美國，紐約大學醫療中心有著希氏計劃，望以科技改善教育質素。無獨有偶，卡内基·梅隆大学计算机科学学院及莎迪賽德醫療中心亦有一項同名計劃，而其目的則為開發先進的規劃、模擬及執行技術，以為下代電腦輔助外科機器人所用。

## 參考來源

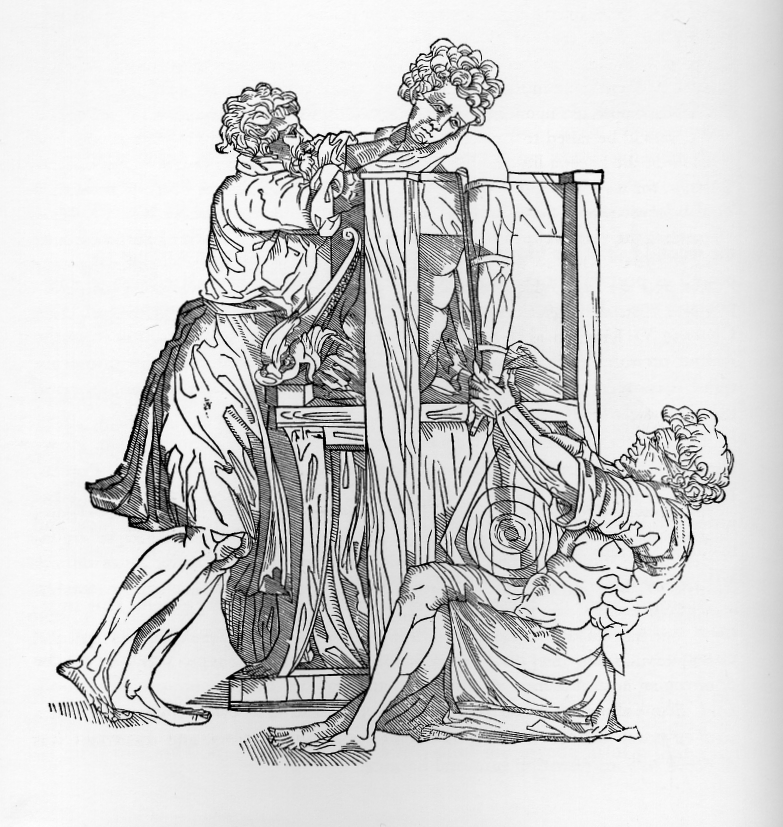
此為一木刻畫，圖內所示，乃一醫師，以希氏之儀器，助脱臼者駁回其臼。

## 延伸閱讀
- Adams, Francis (translator) [1891], , The Internet Classics Archive: Daniel C. Stevenson, Web Atomics © 1994–2000, 1994 （页面存档备份，存于）.
- Jori, Alberto, , Bologna (Italy): il Mulino, 1996.
- Kalopothakes, M. D., , Philadelphia: King and Baird Printers, 1857.
- Lopez, Francesco, , Cosenza (Italy): Edizioni Pubblisfera, 2004.
- Pliny the Elder, Natural History: Book XXIX., translated by John Bostock. See original text in Perseus program （页面存档备份，存于）.
- Smith, Wesley D., , Cornell Univ Pr, 1979